# Arons & Gelauff
Arons & Gelauff is een Nederlands architectenbureau.

## Geschiedenis
Het bureau werd in 1996 opgericht door Floor Arons (1968), afgestudeerd aan de TU Delft, en Arnoud Gelauff (1963), afgestudeerd aan de Academie van Bouwkunst Amsterdam, na het winnen van de Europan-prijsvraag voor een ontwerp voor Amsterdam Osdorp.
Tot de gerealiseerde ontwerpen van het bureau behoren woonzorgtoren De Rokade in Groningen (2007) en het Pontsteigergebouw in Amsterdam.

## Fotogalerij

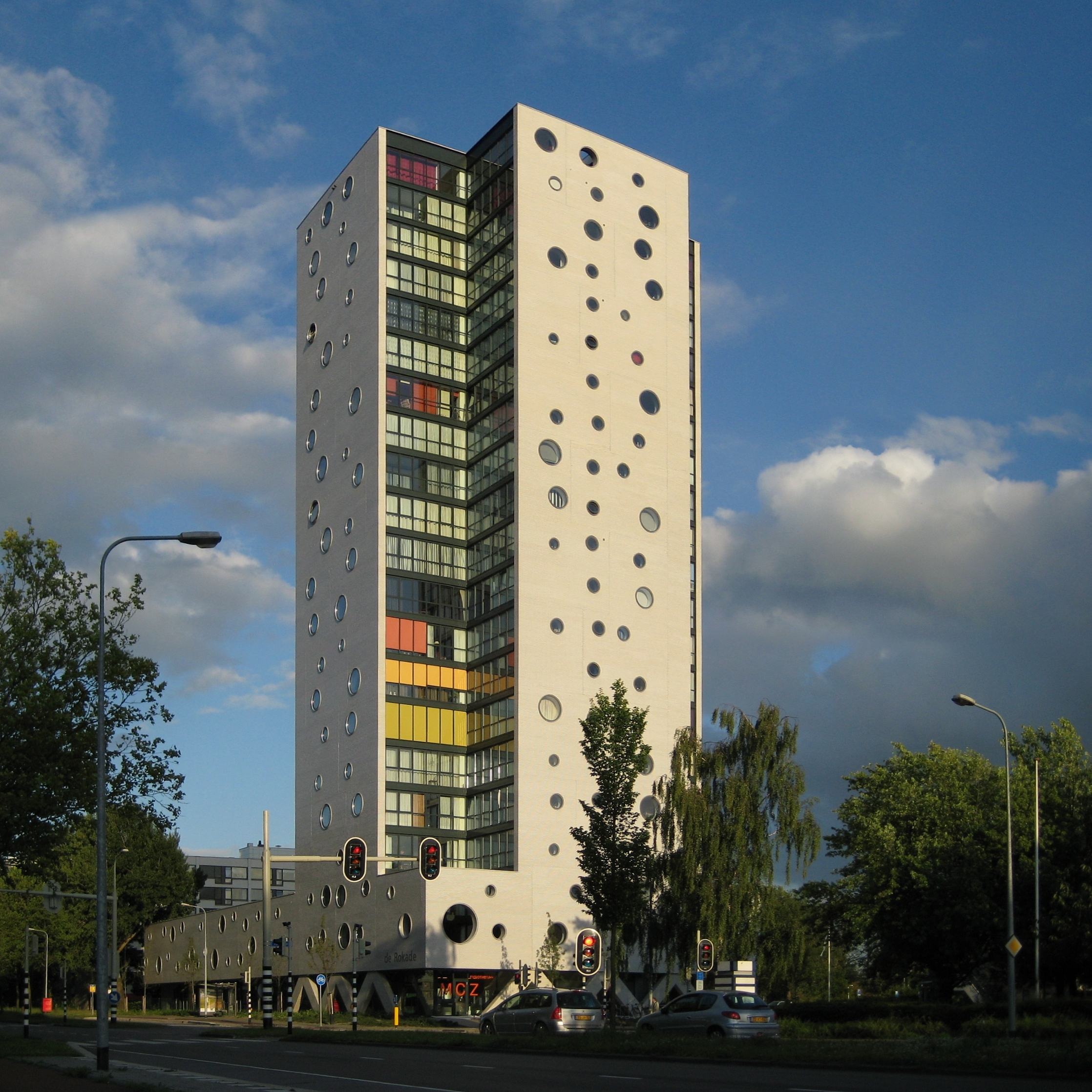
De Rokade, Groningen
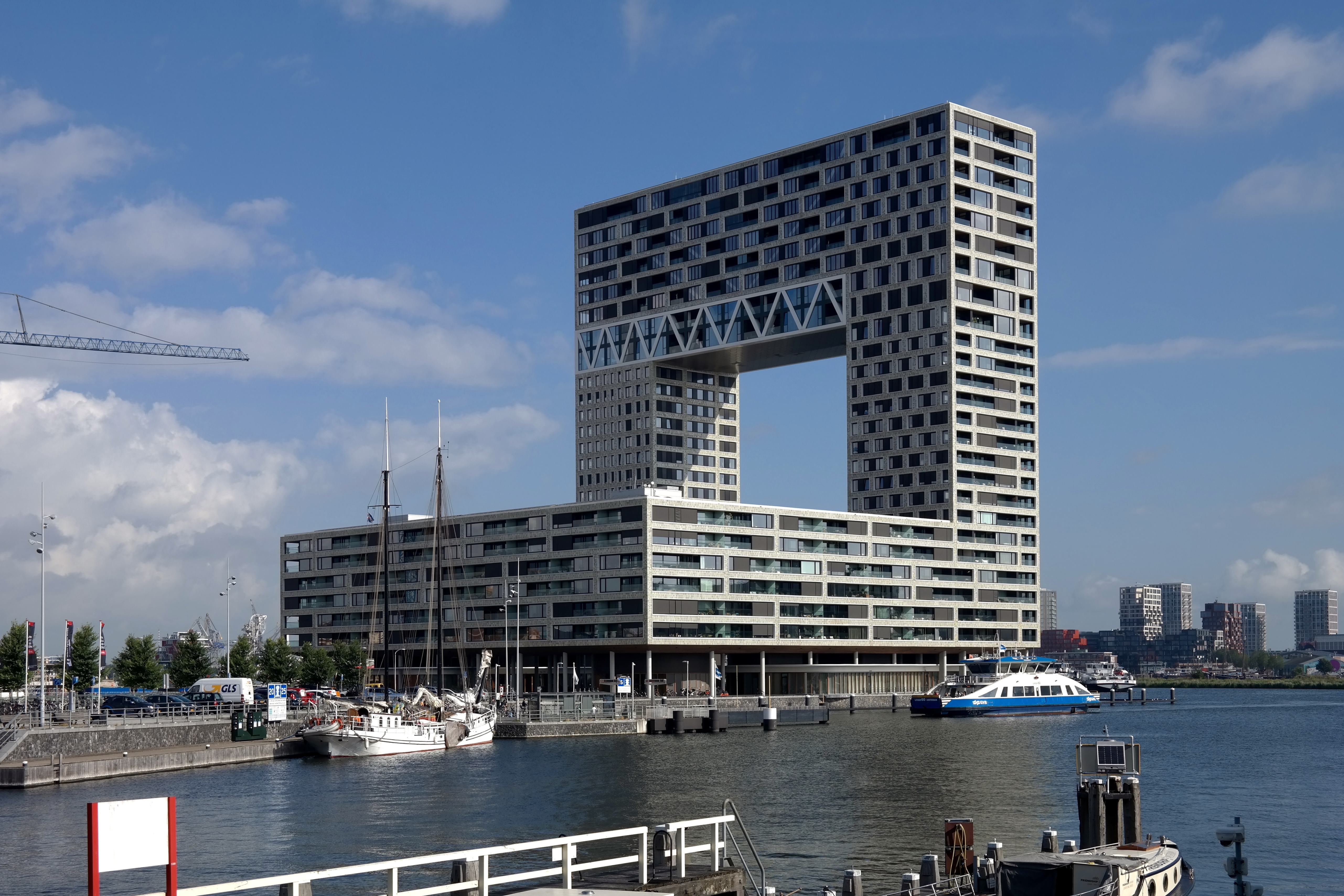
Pontsteigergebouw, Amsterdam
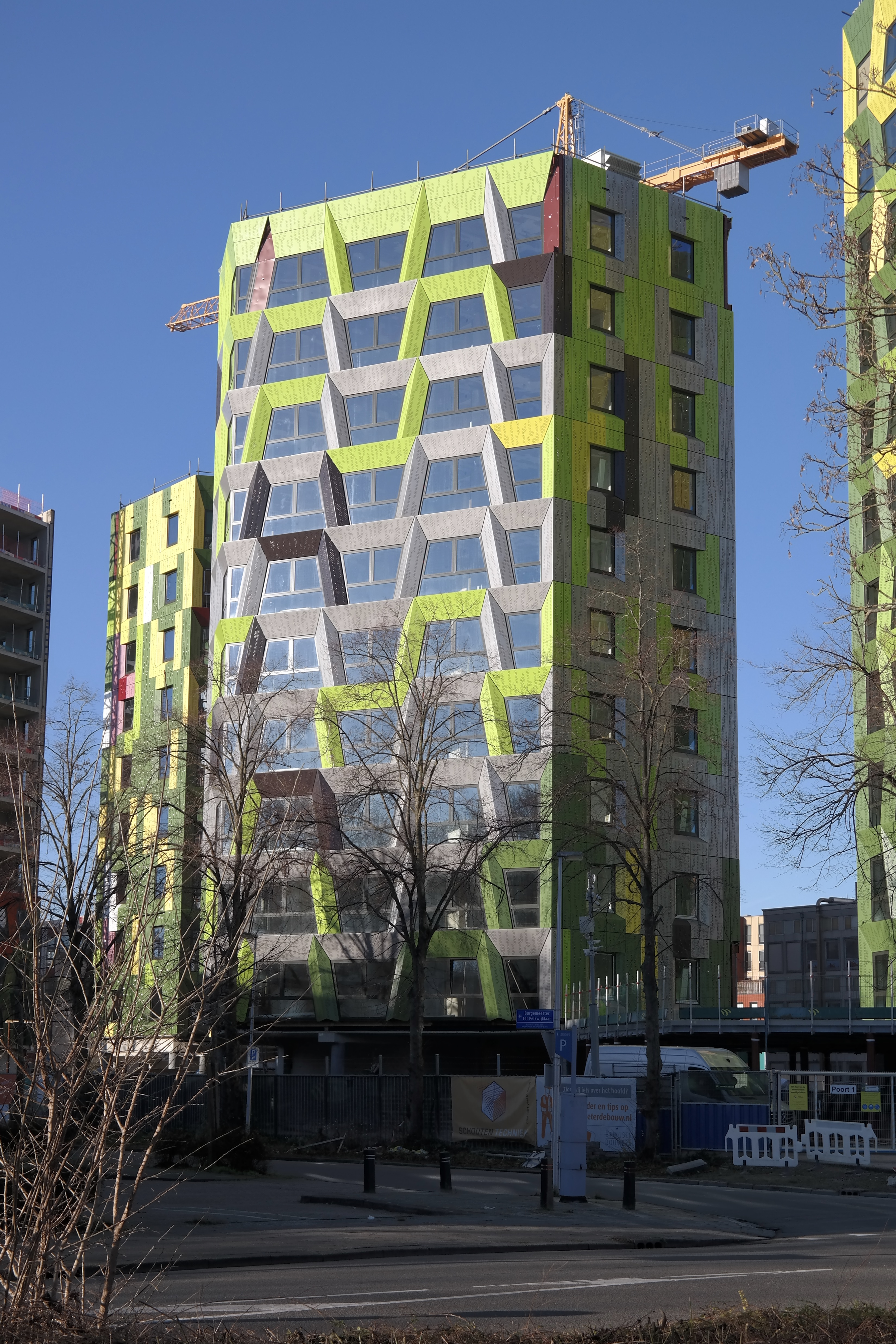
Hoogbouwproject De Kwekerij, Utrecht